# Trying to Burn the Sun
A Trying to Burn the Sun az amerikai Elf zenekar harmadik, egyben utolsó nagylemeze.

## Dalok
1. Black Swampy Water - 3:43
2. Prentice Wood - 4:37
3. When She Smiles - 4:54
4. Good Time Music - 4:30
5. Liberty Road - 3:22
6. Shotgun Boogie - 3:07
7. Wonderworld - 5:03
8. Streetwalker - 7:07

## Zenészek
- Ronnie James Dio - ének
- Steve Edwards - gitár
- Craig Gruber - basszusgitár
- Mickey Lee Soule - billentyűk
- Gary Driscoll - dobok
- Mark Nauseef - ütős hangszerek
- Helen Chappelle, Barry St. John, Liza Strike - háttérvokál
- Mountain Fjord Orchestra - vonósok